# Gerecht (bestuursvorm)
Een gerecht was sinds het einde van de middeleeuwen tot 1818 (ten tijde van de nieuwe gemeentelijke indeling) een gebied met de kleinste bestuurlijke eenheid op het platteland in Nederland. Geografisch kwam een gerecht overeen met het grondgebied van het lichaam of van de persoon die de regeermacht en de rechtsmacht ter plaatse bezat, de ambachts- of gerechtsheer. De gerechtigheid hoorde vaak bij een huis of een bepaald stuk grond.
De gerechten werden tijdens de Franse overheersing kort vervangen door zogenaamde Mairies. In 1818 kwam de huidige bestuurlijke indeling van gemeenten tot stand.